# МКС-16
МКС-16 — шістнадцятий довготривалий екіпаж Міжнародної космічної станції. Його робота тривала в 2007–2008 роках. Тринадцята експедиція відвідування — ЕП-13. Перша жінка — командир орбітальної станції. Перший громадянин Малайзії в космосі.
Основний екіпаж працював на борту МКС з 10 жовтня 2007 по 19 квітня 2008. Екіпаж відвідування, пробув на борту з 10 жовтня 2007 по 21 жовтня 2007.

## Екіпаж
Екіпаж до 5 листопада 2007
- (НАСА) Пеггі Вітсон (2)[1] — командир МКС-16, бортінженер «Союз ТМА-11»
- (Роскосмос) Юрій Маленченко (4) — бортінженер-1
- (НАСА) Клейтон Андерсон (англ. Clayton Conrad Anderson) (1) — бортінженер-2

Екіпаж відвідування ЕП-13
- (Роскосмос) шейх Музафар Шукор (1) — учасник космічної експедиції

Екіпаж після 5 листопада 2007
- (НАСА) Пеггі Вітсон (2) — командир МКС-16, бортінженер «Союз ТМА−11»
- (Роскосмос) Юрій Маленченко (4) — бортінженер-1
- (НАСА) Деніел Тані (2) — бортінженер −2

Екіпаж після 18 лютого 2008 
- (НАСА) Пеггі Вітсон (2) — командир МКС-16, бортінженер «Союз ТМА−11»
- (Роскосмос) Юрій Маленченко (4) — бортінженер-1
- (ЄКА) Леопольд Ейартц (2) — бортінженер- 2

Екіпаж з березня 2008 
- (НАСА) Пеггі Вітсон (2) — командир МКС-16, бортінженер «Союз ТМА−11»
- (Роскосмос) Юрій Маленченко (4) — бортінженер-1
- (НАСА) Гаррет Рейсман (1) — бортінженер-2

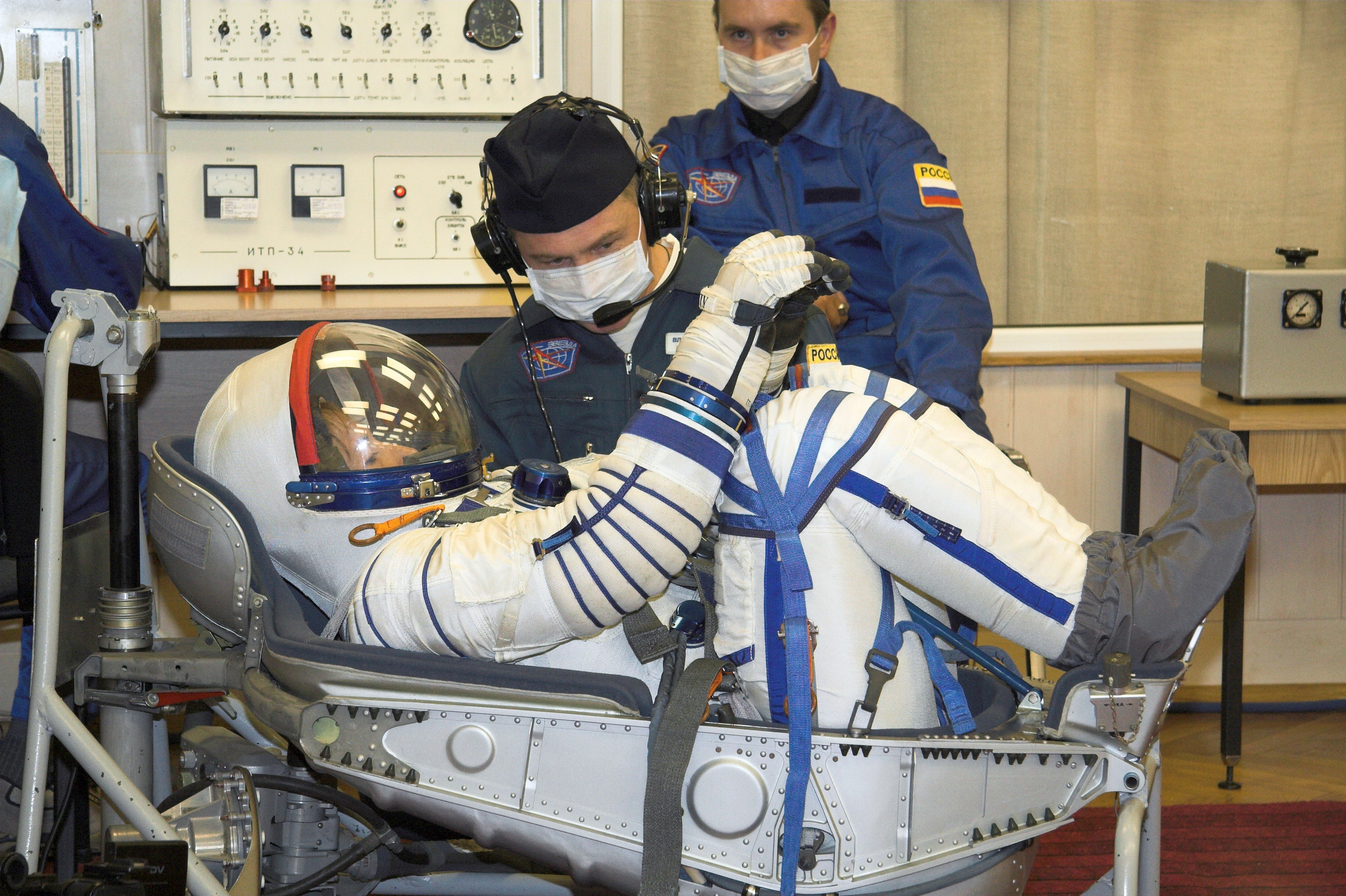
Пеггі Вітсон одягла герметичний скафандр «Сокіл» готуючись до Експедиції 16.

### Дублюючі екіпажі

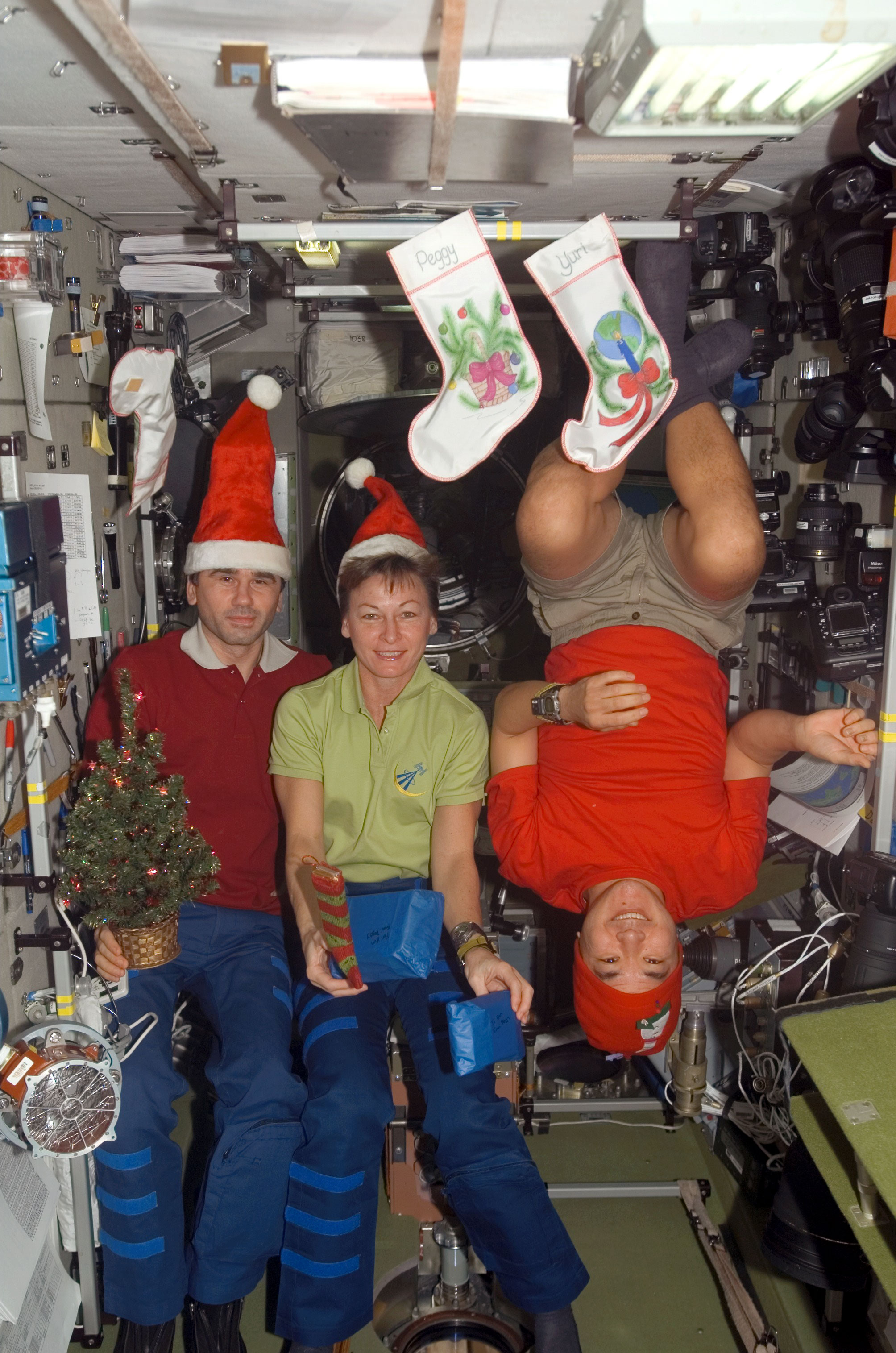
Члени екіпажу Експедиції 16 позують для різдвяного фото в модулі «Зірка» МКС

Дублюючий екіпаж для основної групи
- (НАСА) Майкл Фінк — командир МКС, бортінженер-1 «Союз ТМА-11»
- (Роскосмос) Саліжан Шаріпов — бортінженер-1 МКС, командир «Союз ТМА-11»

Дублер екіпажу відвідування
- (Роскосмос) Фаїз бін-Халід — учасник космічного польоту

Дублер для Андерсона
- (НАСА) Грегорі Шамітофф — бортінженер-2

Дублер для Тані
- (НАСА) Сандра Магнус — бортінженер-2

Дублер для Ейартца
- (ЄКА) Франк де Вінне — бортінженер −2

Дублер для Райзмана
- (ЄКА) Тімоті Копра — бортінженер-2

## Події
10 жовтня 2007 17:22:38 (мск.) ракетою-носієм «Союз-ФГ», з космодром Байконур був здійснений запуск космічного корабля «Союз ТМА-11», який доставив на борт Міжнародної космічної станції екіпаж зі складу шістнадцятої довготривалі експедиції і екіпаж зі складу тринадцятої експедиції відвідин. 12 жовтня 2007, після стикування корабля з МКС, астронавт (НАСА) Пеггі Вітсон, вперше офіційно стала першою жінкою — командиром станції, малазієць  Шейх Музафар Шукор Аль Масрі, першим громадянином своєї країни, який побував у космосі. Російський космонавт, командир станції у складі сьомий експедиції, Юрій Маленченко, також вперше повернувся на неї як бортінженер. До того ж, під час експедиції STS-120, шатлом Дискавері командувала представниця жіночої статі, Памела Мелрой, що також стало першим випадком, коли на орбіті Землі одночасно перебували дві жінки, командувачі космічними апаратами.
Американський астронавт Клейтон Андерсон зі складу експедиції МКС-15, вже знаходився на МКС, що не полетів 21 жовтня 2007 на кораблі «Союз ТМА-10» разом з малазієць, і вважався членом шістнадцятої експедиції близько трьох тижнів, до прибуття змінив його Деніела Тані, що прилетів на STS-120, 25 жовтня 2007. 9 лютого 2008 до МКС пристикувався Шаттл STS-122 на якому прибув Леопольд Ейартц, який змінив Тані. 11 березня 2008 а була проведена остання зміна екіпажу МКС-16 — шаттл Ендевор STS-123 привіз американського астронавта НАСА Гаррета Райзмана, який замінив Леопольда Ейартца і затримався довше за всіх, ставши частиною експедиції МКС-17.

## Деякі подробиці
З 10 жовтня 2007 по 21 жовтня 2007, під час виконання програми відвідування ЕП-13, і надалі, було проведено цілий ряд науково-прикладних досліджень і експериментів.
З 26 жовтня по 31 жовтня 2007, екіпаж шаттла «Дискавері» STS-120, проводили роботи з підключення привезеного ними модуля «Гармонія» (Нод 2), до лівого стикувального порту модуля «Юніті» (Нод 1). Новий модуль додав понад 71 кубічний метр (2500 кубічних футів) до житлового обсягом станції. Також ними було змінено місце розташування енергетичного блоку P6.
Пізніше, були здійснені п'ять виходів у відкритий космос: один російський — Юрій Маленченко]] і Вітсон проводили роботи з налаштування стикувального вузла; чотири американських — Вітсон і Тані, за допомогою рухомий сервісної системи (маніпулятор на модулі LAB), проводили роботи переміщенню модуля «Гармонія», встановивши його в остаточне положення — до переднього стикувального вузла модуля «Дестіні».
У рамках експедиції був здійснений прийом і обслуговування вантажних кораблів «Прогрес М-62» і «Прогрес М-63».
16 квітня 2008 командир 16-ї експедиції МКС Пеггі Вітсон перевершила рекорд сумарної тривалості перебування в космосі для американських астронавтів. До 16 квітня рекорд сумарної тривалості перебування в космосі для американських астронавтів становив 373 діб 23 години 19 хвилин. Цей рекорд належав астронавтові Майклу Фоулі, який скоїв 6 космічних польотів: чотири польоти на кораблях Спейс шаттл і два в складі довготривалих експедицій на космічних станціях «Мир» і МКС. Поточний політ Пеггі Вітсон, як командир шістнадцятої експедиції МКС, — другий у її космічної кар'єрі. Перший політ вона здійснила як бортінженер п'ятий довготривалої експедиції МКС з 5 червня 2002 року по 7 грудня 2002 року. Тривалість її першого польоту склала 184 діб 22 години 14 хвилин. 16 квітня 2008 близько 14 години 30 хвилин за Гринвічем сумарний час перебування в космосі Пеггі Вітсон зрівняється з сумарним часом Майкла Фоел. Пеггі Вітсон повернувся на Землю 20 квітня 2008. Після приземлення сумарний час Пеггі Вітсон склало приблизно 377 діб. Це новий рекорд для американських астронавтів. Раніше абсолютний рекорд сумарної тривалості перебування в космосі належав російському космонавту Сергію Крикальову і становить 803 діб 9:00 39 хвилин.